# Franz Michalski
Franz Michalski (geboren am 17. Oktober 1934 in Breslau; gestorben am 25. Dezember 2023 in Berlin) war ein deutscher Überlebender der Shoah, der als Zeitzeuge in Schulen und bei Tagungen sprach und mit dem Buch Als die Gestapo an der Haustür klingelte 2013 die Erinnerungen an seine Kindheit veröffentlichte.

## Leben

### Eltern
Franz Michalskis Vater Herbert (1909–1993) stammte aus einer schlesischen Arztfamilie und war katholisch. Er war zunächst als Kaufmann im Getreidehandel bei einer Genossenschaft tätig und später als Handelsvertreter für chemisch-pharmazeutische Waren. 1933 machte er sich in Görlitz mit einer eigenen Handelsvertretung selbstständig und vertrieb Produkte an niederschlesische Apotheken und Drogerien, blieb aber in Breslau heimisch. Franz Michalskis Mutter Lilli Brann (1910-?) stammte aus einer säkularen jüdischen Familie und arbeitete als Büroangestellte in Herbert Michalskis Firma. Das Paar verlobte sich kurz nach der Machtergreifung durch die Nationalsozialisten in Deutschland 1933; Lilli Michalski ließ sich aus Angst vor dem grassierenden Antisemitismus katholisch taufen. Am 12. Dezember 1933 heirateten die Eltern von Franz Michalski kirchlich in Breslau und bezogen dann eine gemeinsame Wohnung in Görlitz.

### Vorkriegszeit
Am 17. Oktober 1934 kam Franz Michalski zur Welt; er wurde von einem Kindermädchen namens Erna Scharf betreut, deren Vater Kommunist war. Lilli Michalski blieb im Innendienst im Unternehmen ihres Mannes berufstätig.
Herbert Michalski hatte viele Neider, da sein Geschäft erfolgreich war. Sie äußerten Kunden gegenüber abwertende Bemerkungen über Michalskis sogenannte „Mischehe“ mit einer Jüdin. Doch viele örtliche Drogisten, Apotheker und Friseure ließen sich davon und von Boykottaufrufen durch die Nazis nicht beirren und bezogen zunächst weiterhin ihre Produkte über Michalski. Am 31. Dezember 1938 entzog die Berliner Firma Hans Schwarzkopf, eine tragende Säule des Betriebs, ihm ohne Entschädigung die Vertretung ihrer Produkte im Bezirk Görlitz. 1947 gab das Unternehmen Schwarzkopf in einer eidesstattlichen Erklärung an: „Dies ergab sich aus der Tatsache, daß seine Frau Volljüdin ist, und einige unserer damaligen Kunden des Görlitzer Bezirks die Absetzung von Herrn M. aus diesem Grund verlangten.“ Der Drogist Walter Neumann habe mit einer negativen Veröffentlichung über Hans Schwarzkopf im NS-Blatt Der Stürmer gedroht. Laut Franz Michalski legte Schwarzkopf seinem Vater die Scheidung nahe, was dieser ablehnte. Da sich andeutete, dass auch andere Firmen die Vertretungsverträge bald kündigen würden, gab Herbert Michalski sein Geschäft notgedrungen auf und übergab die Vertretungen seinem Nachfolger Bernhard Baron, einem Mitglied der SS. Der kaufmännische Leiter bei Schwarzkopf, Willy Weber, stellte Michalski als Angestellten in der Außendienstleitung der Berliner Zentrale ein; das Einkommen war deutlich geringer.
Nach den Novemberpogromen 1938 und der Auswanderung von Lilli Michalskis Schwester Clärchen nach England versuchten auch die Michalskis, ihre Auswanderung zu organisieren. Ihr Ziel sollte die Stadt Blumenau in Brasilien sein. Doch obwohl sie Visa und Schiffskarten hatten, traten sie die Reise im Frühjahr 1939 nicht an, da andere Verwandte sie zum Bleiben aufforderten, die dachten, „politisch würde es ‚schon nicht so schlimm‘ werden“. In seiner Autobiografie beschrieb Franz Michalski, die Eltern hätten in dieser Entscheidung schon bald „den größten Fehler ihres Lebens“ gesehen.

### Beginn des Zweiten Weltkriegs
Ab Beginn des Jahres 1939 lebte die Familie getrennt: der Vater wegen seiner Arbeit in Berlin, Mutter und Kinder in Breslau. Die Mutter lebte zwar in „privilegierter Mischehe“, war aber als „Volljüdin“ vielfach dem staatlich angeordneten Antisemitismus ausgesetzt. Sie musste ein „J“ in ihre Kennkarte eintragen lassen, wurde in Geschäften zuletzt bedient und unfreundlich behandelt, sodass sie ihren Sohn zum Einkaufen schickte. Auf den Beginn des Zweiten Weltkriegs und die zunehmenden Sorgen der Eltern reagierte Franz Michalski mit einer Essstörung und verweigerte das Essen. Im katholischen Kindergarten in Breslau nannten ihn die Nonnen seiner Erinnerung nach einmal „Judenbengel“. Anfang 1940 wurde der Vater als Kraftfahrer zur Wehrmacht eingezogen. Im Juni 1940 war er in Paris stationiert. Ein Jahr darauf wurde er wegen der Weigerung, sich von seiner „nichtarischen“ Frau scheiden zu lassen, „unehrenhaft“ entlassen und entkam so einem Einsatz an der Ostfront, bei dem viele Angehörige seiner Einheit ums Leben kamen. Er arbeitete erneut in der Treibstoffbeschaffung in Berlin, was ihm eine Reisetätigkeit im gesamten Deutschen Reich ermöglichte. So konnte er Kontakte zu Menschen knüpfen, die sich ihm als NS-Gegner zu erkennen gaben.
Am 21. November 1940 wurde Franz Michalskis Bruder Peter geboren. Beide Kinder galten in der NS-Zeit als „Mischlinge ersten Grades“. 1942 musste die Familie ihren Hund Hasso, einen Airedale-Terrier, abgeben, weil Juden das Halten von Haustieren auch in „Mischehen“ verboten worden war. Nach nur zwei Jahren in der Volksschule in Breslau durfte Franz Michalski die Schule nicht mehr besuchen. Er erhielt Privatunterricht beim ehemaligen Lehrer seines Vaters und bei seiner eigenen Mutter. Der Familie wurden weniger Gas und Strom und knappere Lebensmittelrationen zugeteilt.
Alfons Thiemelt, ein dienstverpflichteter Polizist, der im Hauptberuf Schneider war, warnte die Michalskis wiederholt vor anstehenden Deportationen und Einsätzen der Gestapo. Als NS-Gegner musste er Schreibtischarbeit bei der Gestapo leisten.
Im Frühjahr 1943 gaben die Eltern nach einer Warnung ihre zwei und acht Jahre alten Söhne in ein Kinderheim der Ursulinen im Riesengebirge. Nachdem die Kinder dort sehr schlecht behandelt und antisemitisch beschimpft worden waren, holte die Mutter sie zurück. Im Herbst 1943 warnte Thiemelt vor einer „Sonderaktion“, die auch Kinder aus „Mischehen“ betreffen sollte. Lilli Michalski fuhr mit beiden Söhnen mit der Bahn nach Berlin. Die drei kamen für drei Monate in wechselnden Pensionen in der Nähe des Alexanderplatzes unter. Nach einer Entwarnung Thiemelts kehrten Mutter und Söhne kurz nach Breslau zurück.

### Leben im Untergrund
Im Oktober 1944 tauchte die Familie unter, nachdem Lilli Michalski mehrfach per Brief zum Geschlossenen Arbeitseinsatz verpflichtet werden sollte. Auch der Vater entzog sich einer Einziehung zum Sonderdienst. Am 17. Oktober 1944, Franz Michalskis zehntem Geburtstag, reisten Lilli Michalski und ihre Söhne mit der Bahn in die südliche Steiermark. Gerda Mez, eine Mitarbeiterin bei Schwarzkopf, begleitete die Familie und steckte Lilli Michalski unbemerkt ihren Ausweis zu, wenn es zu Passkontrollen kam. Auch der Vater reiste von Berlin nach Österreich. Die Familie kam im Schloss Poppendorf nahe der slowenischen Grenze unter, wo ihr Helfer, der Marquis de Respaldiza, illegal auch 30 bis 40 ungarische und jugoslawische Partisanen in einer Art Einsatzzentrale versammelte. Nach immer häufigeren Kontrollen der Gestapo im Schloss reisten die Michalskis nach Thiemendorf bei Görlitz, wo sie die Kinder bei dem ehemaligen Kindermädchen Erna Scharf und deren Eltern unterbrachten. Die Eltern tauchten im slowenischen Partisanengebiet unter, wo sie von Antifaschisten unterstützt wurden. Ende Januar 1945 fanden die Michalskis kurzfristig Unterschlupf bei Maria Antontschitsch in Maribor/Marburg, wo sie sich als Ausgebombte aus Berlin sogar als Untermieter registrierten. Danach lebten sie im Hotelzimmer der Schwarzkopf-Kollegin Gerda Mez in Tetschen-Bodenbach in Nordböhmen, wohin die Firma die Produktion verlagert hatte. Auch die Kinder holten sie aus Thiemendorf zu sich, da deren Anwesenheit dort neugierige Fragen der Nachbarn hervorgerufen hatte. Im Hotel „Zur Post“ am Adolf-Hitler-Platz 82 in Tetschen versorgten einige Schwarzkopf-Mitarbeiter die Michalskis mit Lebensmitteln. Die Befreiung durch Truppen der Roten Armee erlebte die Familie im Mai 1945 in Herrnskretschen im Sudetenland. Ende Mai 1945 wurden alle Deutschen aus dem Ort vertrieben; die Michalskis gingen zu Fuß mit wenigen Habseligkeiten zweieinhalb Wochen lang in Richtung Görlitz, wo sie von der sowjetischen provisorischen Stadtverwaltung zuvorkommend behandelt wurden. Kurz darauf wanderte die Familie zu Fuß nach Berlin.

### Nachkriegszeit
Die Ankunft der Michalskis in Berlin bedeutete für die Familie das Ende ihrer Verfolgung und Heimatlosigkeit. Bereits im Sommer 1945 erkannte sie der Berliner Magistrat als Opfer des Faschismus an. Franz Michalski besuchte zunächst das Gymnasium in der Joachimsthaler Straße, dann bis 1949 das Canisius-Kolleg Berlin, wo er erneut antisemitisch diskriminiert wurde und daraufhin ein Internat besuchte. Sein Bruder Peter wurde an der Wilmersdorfer Volksschule eingeschult. Der Vater nahm seine berufliche Tätigkeit bei Schwarzkopf wieder auf, war in Berlin, Wuppertal und Hamburg tätig. Franz Michalski absolvierte eine kaufmännische Ausbildung und heiratete seine Frau Petra, die ebenfalls jüdische Angehörige hatte. 1969 zog die Familie nach Mannheim, wo er als Geschäftsführer eines Unternehmens der Boehringer-Mannheim-Gruppe arbeitete.

### Tätigkeit als Zeitzeuge
Als Franz Michalski im Ruhestand war, zog er mit seiner Frau wieder nach Berlin und begann als Zeitzeuge in Schulklassen und Orientierungsklassen für junge Geflüchtete über seine Biographie zu berichten. „Wir wollen damit auch an die stillen Helden erinnern, die der Familie immer wieder geholfen haben. Und damit die Kinder ermutigen, zu helfen, wenn sie Menschen in Not sehen“, sagte seine Frau Petra einem Journalisten, als Michalski aufgrund eines Schlaganfalls sprachlich eingeschränkt war. 2013 veröffentlichte er seine Lebenserinnerungen als Buch mit dem Titel Als die Gestapo an der Haustür klingelte. Ein 45-minütiger Dokumentarfilm trägt den gleichen Titel. Mit der Kamera begleitete die Filmemacherin Marie Rolshoven das Ehepaar an die Orte, an denen sich die Geschichte zugetragen hatte. Exponate zur Geschichte der Michalskis sind in der Gedenkstätte „Stille Helden“ ausgestellt. Im Rahmen des Lonka-Projekts, für das 2019 rund 250 Fotografen aus 26 Ländern die letzten noch lebenden Holocaustüberlebenden fotografierten, wurde Michalski von Maurice Weiss porträtiert.

## Tod
Michalski starb am  25. Dezember 2023 im Alter von 89 Jahren in Berlin. Vertreter aus Politik und Gesellschaft würdigten ihn. Michalski sei „ein unermüdlicher Zeitzeuge für die Verbrechen des Holocausts gewesen“ schrieb Bettina Jarasch. Auch  die Bundestagsvizepräsidentin Petra Pau, das Haus der Wannseekonferenz und die Beratungsstelle bei antisemitischer Gewalt und Diskriminierung OFEK würdigten die Bedeutung Michalskis.  Sein Einsatz sei couragiert und wichtig gewesen, so die Stiftung Denkmal für die ermordeten Juden Europas. „Erst recht angesichts eines erstarkenden, immer unverhohleneren Antisemitismus und einer verrohenden Sprache“.

## Ehrungen
Im September 2023 erhielten Franz und Petra Michalski den Verdienstorden der Bundesrepublik Deutschland für ihr Engagement als Zeitzeugen und ihre Lebensleistung.

## Veröffentlichung
- Als die Gestapo an der Haustür klingelte (= Publikationen der Gedenkstätte Stille Helden. Band 3). Metropol-Verlag, Berlin 2013, ISBN 978-3-86331-146-9.